# Back to 1942
Back to 1942 (chino: 一九四二 pinyin: Yī Jǐu Sì Èr) es una película histórica china 2012 dirigida por Feng Xiaogang. Está basado en la novela de Liu Zhenyun Recordando 1942, y trata de una gran hambruna en Henán, China, durante la segunda guerra sino-japonesa. El 11 de noviembre de 2012, la película se estrenó en el Festival Internacional de Cine de Roma. La película fue seleccionada como la entrada china a la Mejor Película de Lengua Extranjera en los 86 ° Premios de la Academia, pero no fue nominada.

## Trama
La película se desarrolla en Henán, China, en el invierno de 1942, durante la segunda guerra sino-japonesa. El amo Fan es un terrateniente rico en un pueblo de Henán. Cuando la aldea sufre hambre, Fan todavía tiene mucha comida para alimentar a su familia y a los aldeanos. Un grupo de bandidos viene y roba la aldea, finalmente la quema hasta el suelo. El hijo de Fan muere en el proceso de detener a los bandidos.
Fan huye de su ciudad natal con su hija, esposa y nuera. Ellos están acompañados por un sirviente, Shuanzhu. Mientras huyen hacia el oeste, se encuentran con Xialu, un compañero aldeano, y la familia de este último. Decidieron viajar juntos, pero el suministro de alimentos y el dinero de Fan fueron robados por unos soldados del Ejército Nacional Revolucionario en medio del caos causado por los bombardeos japoneses.
El hermano Sim insiste en predicar la fe católica en la provincia hambrienta. Después de sobrevivir unos pocos bombardeos japoneses y presenciar la muerte de muchas personas inocentes, se refugia bajo el padre Megan pero comienza a dudar de la presencia de Dios.
Mientras tanto, el corresponsal de TIME Theodore H. White se dirige a Henán para investigar la hambruna. Él descubre que mientras la gente muere todos los días y algunos incluso han recurrido al canibalismo, el Gobierno Nacional todavía no está haciendo nada para ayudar a los refugiados. Chiang Kai-shek incluso quiere dejar de defender a Henán, dejando a los refugiados con los japoneses. El informe de White finalmente se publica en la revista, lo que hace que el gobierno nacionalista cambie su política. Sin embargo, cuando se distribuyen suministros de socorro en la provincia, los funcionarios locales y los soldados comienzan a pelear por quién debería recibir una mayor parte.
La difícil situación del amo Fan continúa a medida que los miembros de su familia mueren uno por uno. Finalmente se ve obligado a vender a su hija a la prostitución a cambio de comida. Perdiendo la esperanza en la vida, regresa al este con la esperanza de morir en algún lugar cerca de su casa. En su camino de regreso, conoce a una niña que acaba de perder a su madre. Adopta a la niña como su nieta y continúan su viaje.

## Elenco
| - Zhang Guoli como Maestro Abanico. - Chen Daoming como Chiang Kai-shek. - Li Xuejian como Li Peiji. - Zhang Hanyu como el hermano Sim. - Fan Wei como Ma. - Feng Yuanzheng como Xialu. - Xu Fan como Huazhi. - Tim Robbins como el Padre Megan. - Adrien Brody como Theodore H. White - Yao Jingyi como Lingdang. - Peng Jiale como Liubao. - Li Qian como nuera del Maestro Fan. - Yuan Huifang como la esposa del Maestro Fan. - Zhang Shaohua como la madre de Xialu. - Wang Ziwen como Xingxing. - Zhang Mo como Shuanzhu. - Zhao Yi como el hijo del Maestro Fan. - Zhang Shu como Dong Jiayao. - Tian Xiaojie como oficial de mediana edad. - Ke Lan como Soong Mei-ling. - Zhang Guoqiang como Dong Yingbin. | - Yu Zhen como Jiang Dingwen. - Zhang Chenguang como Zhang Lisheng. - Lin Yongjian como magistrado del condado Yue. - Duan Yihong como Chen Bulei. - Peter Noel Duhamel como Joseph Stilwell. - James A. Beattle como Clarence E. Gauss - Luo Yang como Soong Ching-ling. - Qiao Zhenyu como Secretario Han. - Li Xiaozhou como Sun Ciwei. - Zhang Jie como secretaria de Li Peiji. - Nathaniel Boyd como traductor de la embajada estadounidense. - Chen Yusheng como Fang Ce. - Hao Jianmin como Zhang Guangyu. - Yu Genyi como Lu Daping. - Zhang Dongsheng como Luo Zhen. - Jiang Yanming como Luo Wu. - Zhang Zhijian como Zhang Fang. - Lü Zhong como la madre de Zhang Fang. - Jie Bing como Li Fukuan. - Hirata Yasuyuki como Yasuji Okamura. - Miura Kenichi como Takahashi Jirou. |

Las escenas de Alec Su como Tse-ven Soong fueron eliminado en el corte final de la película.

## Recepción
Back to 1942 recibió críticas mixtas. Tiene una calificación de aprobación del 40% en el sitio web agregador de reseñas Rotten Tomatoes, sobre la base de 10 revisiones con una calificación promedio de 5.2 / 10. Metacritic le dio a la película una puntuación de 41/100 basada en seis revisiones.
Xan Brooks de The Guardian escribió:
Volver a 1942 ... nos da la historia escrita en titulares y pregonada por cornetas. Si pudiera reducirse, podría ser más exitoso.
Dan Fainaru de Screen Daily escribió:
Un logro imponente y técnicamente sofisticado, Back To 1942 (Yi Jiu Si Er) abarca una gran cantidad de terreno y trata con un gran elenco de personajes, pero de alguna manera, como para confirmar el viejo dicho de que un hombre muriendo es una tragedia, pero un millón las muertes son una cifra estadística, es más bien el tamaño de su película y la destreza que entró en su fabricación lo que afectará más al público occidental que a su contenido.

## Premios
La película ganó el A.I.C. Premio a la Mejor Fotografía y Premio Golden Butterfly durante su estreno en el Festival Internacional de Cine de Roma en noviembre de 2012.
También ganó la Mejor película de China continental y Taiwán en la 32.ª edición de los Premios de Cine de Hong Kong en 2013.